# Mohammed Karam
Mohammed Karam (1º gennaio 1955) è un allenatore di calcio ed ex calciatore kuwaitiano, di ruolo centrocampista.

## Carriera

### Giocatore

#### Nazionale
Con la nazionale kuwaitiana ha vinto la Coppa d'Asia 1980 ed ha partecipato ai Mondiali del 1982, oltre che ai Giochi Olimpici del 1980 ed alla Coppa d'Asia 1984.

### Allenatore
Nel 1990 è stato per un periodo allenatore della nazionale kuwaitiana.

## Palmarès

### Giocatore

#### Competizioni nazionali
- Campionato qatariota: 2

Al-Arabi: 1983, 1985
- Emir of Qatar Cup: 3

Al-Arabi: 1980, 1983, 1984
- Sheikh Jassem Cup: 2

Al-Arabi: 1980, 1982